# IC 564
IC 564 је спирална галаксија у сазвјежђу Секстант која се налази на листи објеката дубоког неба у Индекс каталогу.
Деклинација објекта је + 3° 4' 16" а ректасцензија 9h 46m 21,0s. Привидна величина (магнитуда) објекта IC 564 износи 13,4 а фотографска магнитуда 14,1. IC 564 је још познат и под ознакама UGC 5230, MCG 1-25-23, CGCG 35-54, ARP 303, IRAS 09437+0317, PGC 28033.